# Колошин Анатолій Іванович
Анатолій Іванович Колошин (народився 18 червня 1941 в місті Новгород-Сіверський Чернігівської області) — український майстер-різьбяр, заслужений майстер народної творчості України, президентський стипендіат, член Національної спілки художників України та Національної спілки майстрів народного мистецтва України, лауреат Чернігівської обласної премії імені Михайла Коцюбинського.

## Біографія
У 1961 році закінчив Яворівську школу народних ремесел (Львівщина).
По тому працював творчим майстром в Новгород-Сіверському лісгоспзагу, в художніх майстернях Укрхудожфонду.

## Творчість
Починаючи з середини 1970-х працював над відродженням поліського чернігівського різьблення, в результаті чого з'явилась плеяда чернігівських різьбярів нового покоління (Анатолій Іваньков, Віктор Ворожбит, Анатолій Бондаренко з Новгород-Сіверського, Олександр Колоша з Чернігова та інші.
Різьбить тарелі, мисники, полички, скрині, хлібниці, посуд та меблі.
Частина робіт знаходяться в музеях України та за кордоном. Різьбленні предмети Анатолія Колошина відносять до класичних творів сучасного народного мистецтва.
Є учасником більше десяти виставок — персональних, загальноукраїнських та закордонних.

## Відзнаки
- 2011 — лауреат Чернігівської обласної премії імені Миихайла Коцюбинського у номінації «Декоративне та образотворче мистецтво». Удостоєний звання лауреата премії за багаторічну працю по відродженню стародавніх традицій чернігівського різьблення, створення класичної школи сіверського різьблення та вагомий внесок у розвиток національної культури.
- Заслужений майстер народної творчості України

## Різне
Живе у місті Новгород-Сіверський.